# Matthäus Merian den yngre

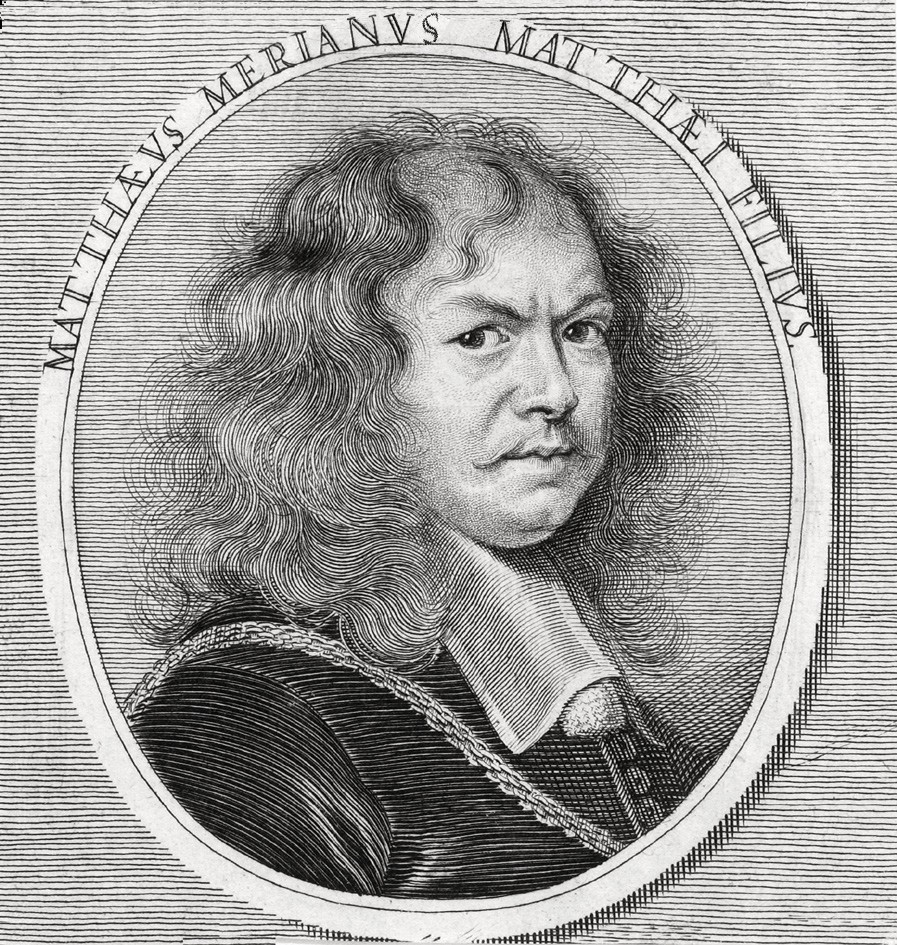
Matthäus Merian den yngre.

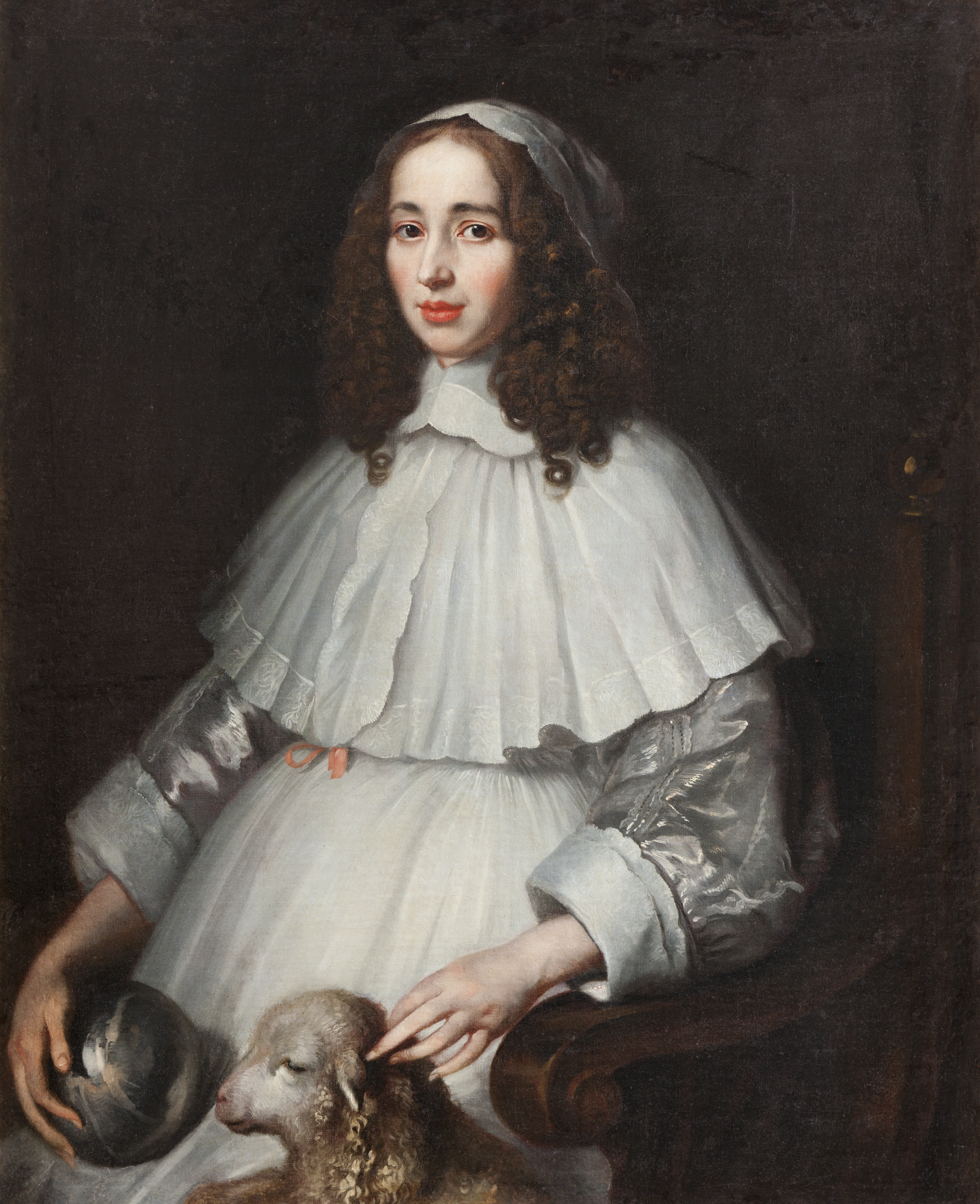
Porträtt, Anna Margareta von Haugwitz målat av Matthäus Merian den yngre - Skoklosters slott.

Matthäus Merian den yngre, född 25 mars 1621 i Basel, död 15 februari 1687 i Frankfurt am Main, var en schweizisk-tysk målare. Han var son till målaren Matthäus Merian den äldre och bror till Maria Sibylla Merian, som var blomster- och insektsmålare.
Merian studerade först konst under Joachim von Sandrart i Frankfurt, följde denne till Amsterdam och nådde därefter Belgien där han kom i nära kontakt med Peter Paul Rubens och Jacob Jordaens. Han studerade vidare under andra stora mästare som Anthonis van Dyck, Simon Vouet och Andrea Sacchi. Vid faderns död övertog Meridan hans förlagsfirma och verksamhet som kopparstickare samt ägnade sig i synnerhet åt den illustrativa delen av Theatrum europaeum, vars 6:e band (1647-51) tillägnades pfalzgreven Karl Gustav. Merian var även en flitig målare, men han fick inte några större framgångar i Schweiz eller Tyskland på grund av att de verk han skapade var få och ojämna i sin kvalité. I Sverige nådde Merian emellertid stor uppmärksamhet och uppskattning då han var anställd av Carl Gustaf Wrangel och för denns räkning utförde många porträtt över dåtidens stora män. Av de bästa av dessa bör nämnas den förträffliga helbilden av pfalzgreven Karl Gustaf (Karl X Gustafs bästa porträtt), midjebilderna av Carl Gustaf Wrangel och hans gemål, Magnus Gabriel De la Gardie (dat. 1649) och hans gemål Maria Eufrosyne, fältmarskalkarna Arvid Wittenberg (daterat 1649), Gustaf Adolf Lewenhaupt (dat. 1650), Hans Christoph von Königsmarck (dat. 1651), generalen, hertig Frans Henrik av Sachsen-Lauenburg och överste J. von der Wyck. Många av hans verk finns bevarade på Wrangels Skoklosters slott. Merian stod även Wrangel nära på andra sätt då han bland annat försåg Skos vinkällare med Steinwein, Bischoffsheimer och andra ädla drycker och höll Wrangel à jour med händelserna på kontinenten.